# Ambrosius Aurelianus
Ambrosius Aurelianus var en brittisk-romersk ledare som på 400-talet hade vissa framgångar i försvaret mot de invaderande angelsaxarna i Storbritannien. Han omnämns både av Gildas och av Beda.

## Mytologisering
Ambrosius, eller Aurelius Ambrosius, är i brittisk mytologi en gestalt skapad av Geoffrey av Monmouth.
Resultatet är en hybrid mellan den historiska Ambrosius Aurelianus och prototypen för gestalten Merlin, dvs Emrys. Enligt Geoffrey var Ambrosius Kung Arturs föregångare som Britanniens konung och den som befallde att Stonehenge skulle byggas. Senare författare visar ofta stor påverkan från Geoffreys beskrivning.